# Marie de Battenberg
Marie de Battenberg (allemand : Prinzessin Marie Karoline von Battenberg), née le 15 février 1852 à Strasbourg et morte le 20 juin 1923 à Schönberg, est une princesse de Battenberg et, par son mariage, princesse d'Erbach-Schönberg (de). Elle a travaillé en tant qu'écrivaine et traductrice.

## Biographie

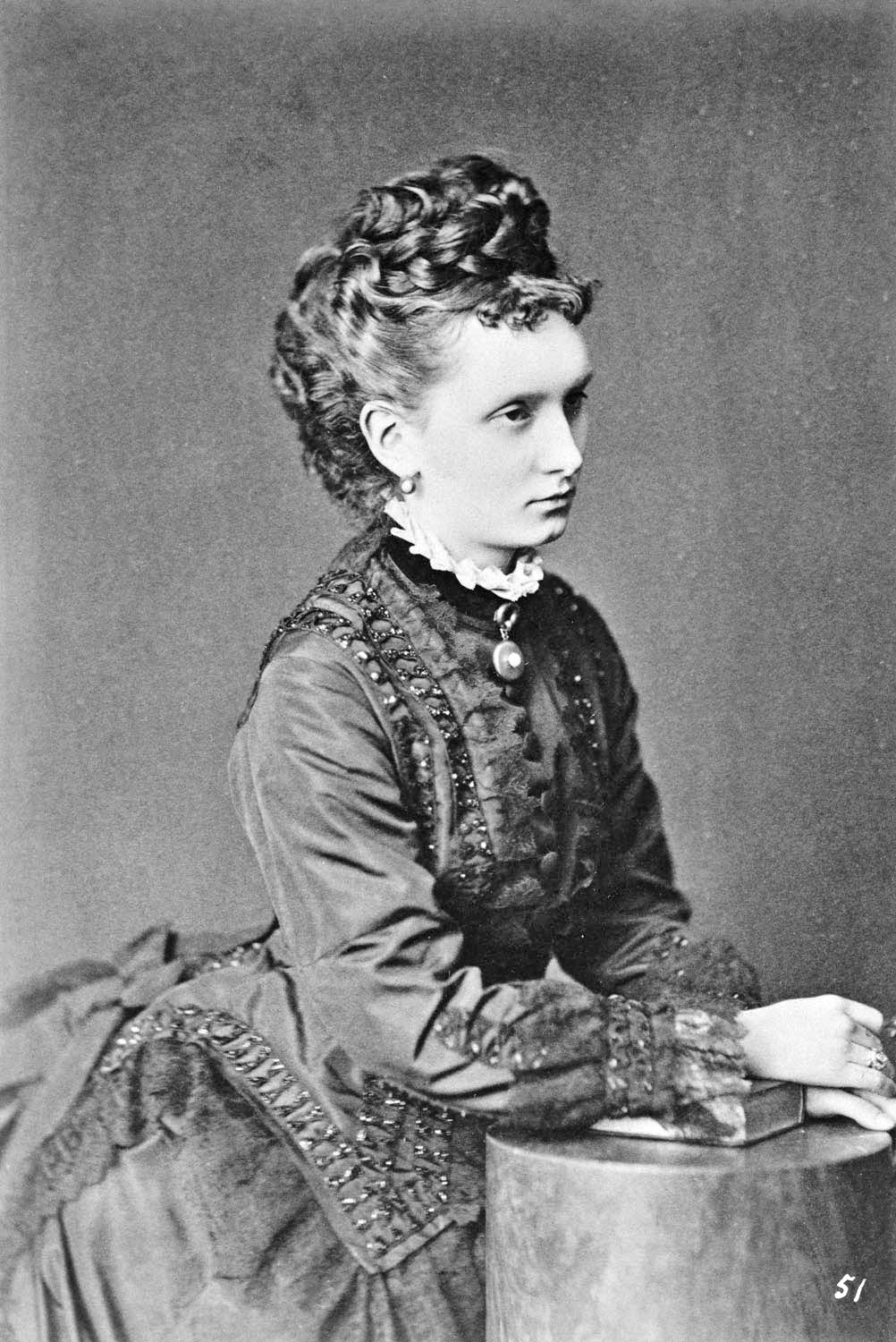
La princesse Marie vers 1874.

Marie est l'aînée de sa famille et la seule fille du prince Alexandre de Hesse-Darmstadt (1823-1888), fondateur de la Maison de Battenberg et de son épouse morganatique, la comtesse Julia von Hauke (1825-1895), fille du général-comte polonais Jean-Maurice Hauke et titrée princesse de Battenberg à l'occasion de son mariage. En tant que fruit d'un mariage morganatique, Marie et ses frères et sœurs sont exclus de la succession du Grand-Duché de Hesse. Leur père Alexandre de Hesse-Darmstadt ayant abandonné ses titres pour contracter son union, ses enfants, dont Marie, portent le titre de princes et princesses de Battenberg. Conçue six mois avant le mariage de ses parents, Marie a toujours affirmée que son anniversaire était le 15 juillet, au lieu du 15 février. Elle est donc née le 15 février à Strasbourg et non pas le 15 juillet à Genève comme elle l’affirme.
Son frère, Alexandre Ier de Bulgarie, est le Prince de Bulgarie depuis 1879. Son récit d'une visite, Mon Voyage en Bulgarie, est publié en 1884.
Marie traduit The Gate of Paradise et An Easter Dream d'Edith Jacob, et A Trip to Siberia, de Kate Marsden. Elle a également publiée ses mémoires, qui décrit sa relation avec son fils Maximilian, mentalement instable, tenant un rôle essentiel.

## Famille
La Princesse se marie le 19 avril 1871 à Darmstadt, avec Gustave-Ernest d'Erbach-Schönberg (de) (1840-1908), qui est élevé au rang de Prince (allemand : Fürst) en 1903, en raison de liens familiaux avec la Famille royale britannique et la Famille Impériale russe.
Ils ont quatre enfants, six petits-enfants, huit arrière-petits-enfants, dix-huit arrière-arrière-petits-enfants et dix-huit arrière-arrière-arrière-petits-enfants :
- Alexandre d'Erbach-Schönberg (de) né le 12 septembre 1872 et mort le 18 octobre 1944, il épousa la princesse Élisabeth de Waldeck-Pyrmont le 3 mai 1900. Ils ont quatre enfants. quatre petits-enfants, onze arrière-petits-enfants et sept arrière-arrière-petits-enfants.
- Le comte Maximilien d'Erbach-Schönberg né le 17 mars 1878 et mort le 25 mars 1892.
- Le prince Victor d'Erbach-Schönberg né le 26 septembre 1880 et mort le 27 avril 1967, il épousa la Comtesse Elisabeth Széchényi de Sarvar et Felsö-Vidék en 1909 et fut ambassadeur d'Allemagne en Grèce (1936-1941).
- La princesse Marie-Elisabeth d'Erbach-Schönberg née le 7 juillet 1883 et morte le 12 mars 1966, qui épousa le prince Guillaume de Stolberg-Wernigerode (Otto de Stolberg-Wernigerode est son grand-père paternel), le 19 janvier 1910. Ils ont eu deux enfants, quatre petits-enfants, quatorze arrière-petits-enfants et onze arrière-arrière-petits-enfants :
  - Le Prince Louis-Christian Otto Gustave Alexandre Romain de Stolberg-Wernigerode, né le 30 décembre 1910 et mort le 12 avril 1945, qui épousa la Comtesse Anna de Schlitz gennant von Gortz le 5 avril 1937. Ils ont eu quatre enfants, quatorze petits-enfants et onze arrière-petits-enfants :
    - Le Comte Guillaume de Stolberg-Wernigerode, né le 6 avril 1938, qui épousa la Baronne Marie-Agnes von Seebach le 20 mars 1967. Ils ont eu trois enfants et quatre petits-enfants :
      - La comtesse Donata Anna de Stolberg-Wernigerode née le 5 octobre 1967, qui épousera  Alexandre Eichstaedt le 27 mai 1995. Ils ont eu quatre enfants :
        - Luise Eichstaedt
        - Caroline Eichstaedt
        - Frederik Eichstaedt
        - Emilie Eichstaedt

      - La comtesse Annabel Katharina de Stolberg-Wernigerode née le 30 avril 1969
      - Le comte Christoph Wilhelm de Stolberg-Wernigerode né le 26 janvier 1974

    - La comtesse Ulrike de Stolberg-Wernigerode, née le 13 février 1940, qui épousera le Comte Friedrich de Solms-Laubach le 28 août 1963, et qui auront divorcé en 1972. Ils ont trois enfants et sept petits-enfants. Elle s'est remariée avec le Baron Kurt-Joachim Riedesel d'Eisenbach le 9 janvier 1976. Ils ont deux enfants.
      - La comtesse Catherine Elisabeth de Solms-Laubach née le 11 février 1964, qui épousera le Comte Rupert Strachwitz von Grosse-Zauche und Camminetz en 1997. Ils ont trois enfants :
        - La comtesse Johanna Strachwitz de Grosse-Zauche et Camminetz née le 26 octobre 1998
        - La comtesse Alexa Anna Strachwitz de Grosse-Zauche et Camminetz née en 2001
        - Le comte Oscar Hans Strachwitz de Grosse-Zauche et Camminetz né en 2004

      - Le comte Ludwig Christian de Solms-Laubach né le 6 juillet 1965, qui a épousé Brit Menge le 24 juillet 1999. Ils ont quatre enfants :
        - La comtesse Pia de Solms-Laubach née le 15 février 1999
        - Le comte Conrad de Solms-Laubach né le 28 juillet 2000
        - Le comte Emile de Solms-Laubach né le 3 janvier 2003
        - Le comte Anton de Solms-Laubach née le 2 octobre 2007

      - Le comte Georg Friedrich de Solms-Laubach né le 12 août 1971
      - La baronne Sophie Anna Riedesel d'Eisenbach née le 5 août 1976
      - Le baron Hermann Conrad Riedesel d'Eisenbach né le 7 mai 1979, qui a épousé Johanna Esser en 2010.

    - Le comte Gilbert de Stolberg-Wernigerode né le 2 mai 1942, qui épousa la Princesse Feodora Reuss de Köstritz (fille unique du prince Henri Ier Reuss de Köstritz (es)) le 28 août 1967. Ils ont deux fils :
      - Le comte Constantin de Stolberg-Wernigerode né le 6 mai 1969
      - Le comte Friedrich de Stolberg-Wernigerode né le 5 juin 1972

    - Le comte Hermann de Stolberg-Wernigerode né le 12 août 1943, qui épousa la Comtesse Angelina von Oeynhausen le 20 mai 1977. Ils ont quatre enfants :
      - Le comte Moritz Caspar de Stolberg-Wernigerode né le 16 mai 1978, qui a épousé Felizitas Maroucha Christine von Brandenstein le 21 mai 2011.
      - La comtesse Marie Victoria Anna Ramona de Stolberg-Wernigerode née le 17 juillet 1979
      - Le comte Ludwig Christian Léopold Emil de Stolberg-Wernigerode né le 10 mai 1982
      - Le comte Gaspard Heinrich Damon de Stolberg-Wernigerode né le 8 octobre 1986

  - La princesse Anna de Stolberg-Wernigerode née le 18 septembre 1912 et morte le 29 décembre 1914.